# Gilles Carle
Gilles Carle, OC, GOQ (* 31. Juli 1928 oder 1929 in Maniwaki; † 28. November 2009 in Granby, Kanada) war ein kanadischer Filmemacher. In seiner vier Jahrzehnte währenden Karriere führte er bei über dreißig Spiel-, Kurz- und Dokumentarfilmen Regie und war auch als Drehbuchautor tätig.

## Leben
Carle besuchte die École des beaux-arts und später die École des arts graphiques in Montréal und studierte ab 1950 an der dortigen Universität Literatur und Sozialwissenschaften. Daneben arbeitete er als Kritiker für verschiedene Zeitschriften. Von 1950 bis 1960 war er bei der CBC/Radio-Canada unter Vertrag und begann dort, für Filme zu recherchieren und zu schreiben.
1961 drehte er seinen ersten Film, eine Dokumentation über italienische Auswanderer in Montréal, Dimanche d'Amérique. Nach weiteren kurzen Dokumentarstreifen stellte der Spielfilm La vie heureuse de Léopold Z. den Auftakt einer Anzahl preisgekrönter Filme dar. Von 1966 bis 1971 arbeitet Carle für Productions Onyx, bis er seine eigene Firma gründete, die Productions Carle-Lamy. In seinen letzten Lebensjahren litt er unter einer Parkinson-Erkrankung.

## Preise
Seinen ersten Filmpreis erhielt Carle 1965 mit dem Grand Prix du Cinéma Canadien; seinen letzten 1989 mit der Goldenen Palme für seinen Kurzfilm 50 ans. 2001 wurde er für sein Lebenswerk mit dem kanadischen Prix Jutra ausgezeichnet.

## Filmografie (Auswahl)
- 1965: La vie heureuse de Léopold Z.
- 1968: Nötigung eines sehr jungen Mädchens (Le viol d'une jeune fille douce)
- 1971: … bitte, bitte eine Frau! (Les mâles)
- 1973: Tod eines Holzfällers (La mort d'un bûcheron)
- 1975: Normande und ihre Lieben (La tête de Normande St-Onge)
- 1992: La postière